# Kanwar Natwar Singh

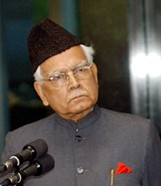
Natwar Singh (2004)

Kanwar Natwar-Singh (* 16. Mai 1929 in Bharatpur, Rajasthan; † 10. August 2024) war ein  indischer Politiker der Kongresspartei. Er war von 2004 bis 2005 Außenminister seines Landes im ersten Kabinett von Manmohan Singh. Außerdem gehörte er als Abgeordneter der 12. Lok Sabha an.

## Politische Laufbahn
2005 besuchte er als erster Außenminister seit 15 Jahren das benachbarte Pakistan. Am 6. Dezember 2005 wurde er seines Amtes wegen schwerer Korruptionsvorwürfe durch die Volcker-Kommission zu dem Skandal um das Öl-für-Lebensmittel-Programm  enthoben und schied 2008 aus dem Kongress aus. Sein Amt übernahm Manmohan Singh.